# John K. Samson
John Kristjan Samson (geboren in 1973) is een Canadese muzikant uit Winnipeg, Manitoba. Hij is een singer-songwriter en frontman van de Canadese indierock-band The Weakerthans. Tevens heeft Samson basgitaar gespeeld in de Canadese punkband Propagandhi in de jaren 90. Samson is getrouwd met de Canadese singer-songwriter Christine Fellows.

## Muzikale carrière
In 1993, toen Samson nog steeds basgitaar bij Propagandhi speelde, nam hij een soloalbum op getiteld Slips and Tangles dat hij via het kleine label Fresh Bread Records als  cassette liet uitgeven. Zes van de vijftien nummers die op het album stonden zouden later in 1995 op een splitalbum met de punkband Painted Thin verschijnen. Na het opkomende succes van The Weakerthans werd Samsons deel van het album online heruitgegeven door G7 Welcoming Committee Records als een digitale ep in 2006.
In 1995, terwijl Samson nog steeds bij Propagandhi zat, nam hij het nummer "Letter of Resignation" voor een splitalbum met F.Y.P. Hoewel het album Propagandhi/F.Y.P heet, is Samson het enige bandlid dat op het nummer te horen is. "Letter of Resignation" werd later nog een keer opgenomen om vervolgens op het debuutalbum van The Weakerthans te verschijnen, namelijk Fallow.

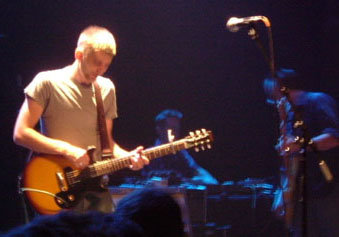
Samson live met The Weakerthans in Montreal, 2004

In 2006 namen Samson en zijn vrouw Christine Fellows een album getiteld The Old House op, dat oorspronkelijk als kerstcadeau voor hun vrienden en familie was bedoeld. Ze brachten later echter twee nummers van het album uit, namelijk "Taps Reversed" en "Good Salvage", die worden uitgezonden door CBC Radio 3 in 2007. Fellows en Samson traden ook live op bij het radiostation op 17 maart 2007.
Kort hierna begon Samson aan zijn eerste soloproject sinds Little Pictures uit 1995: een serie 7" platen die hij de daaropvolgende 18 maanden zou gaan uitgeven. De eerste uitgave, City Route 85, werd uitgegeven op 3 november 2009 door Epitaph Records en het sublabel ANTI-. In augustus 2010 maakte Samson bekend dat zijn volgende ep, getiteld Provincial Road 222, 21 september uitgegeven zou worden. In december 2010, speelden The Weakerthans vier concerten in Winnipeg, een voor elk album dat ze ooit hadden uitgegeven. Het laatste concert vond plaats in het Burton Cummings Theatre, waar ze de nummers van alle vier de albums op een nacht speelden.
Op 29 november 2011 maakte ANTI- bekend dat Samsons debuutalbum, Provincial, uitgegeven zou worden op 24 januari 2012.

## Discografie

### Studioalbums
- Slips and Tangles (1993)
- Provincial (2012)
- Winter Wheat (2016)

### Ep's
- Little Pictures (1995)
- City Route 85 (2009)
- Provincial Road 222 (2010)

### Singles
- "Cruise Night" (2012, Provincial)
- "When I Write My Master's Thesis" (2012, Provincial)

- Gemeinsame Normdatei: 1042619964
- International Standard Name Identifier: 0000 0003 5623 831X
- Library of Congress Control Number: no2012052798
- MusicBrainz: d90956ef-21ca-4cb8-bd8d-f4b3074f9d98
- Virtual International Authority File: 181011812
- WorldCat: E39PBJw4GmBw399XKwbJTFPmh3